# 哈夫尼亚菌科
哈夫尼亚菌科（学名：Hafniaceae），是肠杆菌目的一属细菌。

## 下级分类
本科包括以下属：
- 爱德华氏菌属 Edwardsiella Ewing and McWhorter, 1965
- 哈夫尼菌属 Hafnia Møller, 1954
- 肥杆菌属 Obesumbacterium Shimwell, 1963